# Кьярини, Джузеппе
Джузеппе Кьярини (итал. Giuseppe Chiarini; 1833—1908) — итальянский поэт и критик.

## Биография
Был другом Кардуччи, вместе с которым дебютировал в 1860-х. В работах философского и литературно-исторического характера обнаружил глубокое знание и понимание иностранных литератур, а в оригинальных стихотворных сборниках — значительное поэтическое дарование. Главные произведения Кьярини: «Dialogo sulla filosofia leopardiana»; «Poesie» (1874); «Sopra i critici italiani e la metrica delle odi Barbare»; «Ombre e figure».